# Cimetière Rem"ou
Le cimetière Rem"ou (en polonais Cmentarz Remuh) également connu sous le nom d'ancien cimetière juif de Cracovie, est un cimetière juif inactif établi en 1535 dans la ville de Cracovie, en Pologne. Il se situe dans le quartier historique de Kazimierz, près de la synagogue Rem"ou, au 40, rue Szeroka. En 1800, le cimetière est fermé et le nouveau cimetière juif est construit au 55, rue Midowa. Izaak Jakubowicz, le donateur de la Synagogue Isaac Jakubowicz y est enterré.
Pendant l'occupation allemande de la Pologne, les nazis ont détruit le cimetière, démolissant les murs et vendant les pierres tombales pour être utilisées comme des pavés. La pierre tombale du rabbin Moïse Isserlès est une des rares qui est restée intacte. Le cimetière a subi une série de restaurations pendant l'après-guerre. Les pierres tombales vendues pour être utilisées comme des pavés ont été rendues et reconstruites au cimetière, bien qu'elles ne reconstituent qu'une partie des tombes qui s'y dressaient autrefois.

## Personnalités inhumées au cimetière
Le cimetière contient les tombes des personnalités juives polonaises suivantes :
- Moïse Isserlès (1525-1572), rabbin resté à Kazimierz avec sa famille.
- Mordechaj Saba, rosh yeshiva de la Yechiva de 1572 à 1576.
- Joseph Kac, rosh yeshiva de 1576 à 1591
- Nathan Nata Spira, rabbin et rosh yeshiva de 1617 à 1633.
- Jozue ben Joseph, également rosh yeshiva.
- Joel Sirkes Bach, (1561-1640), rabbin et rosh yeshiva.
- Gerszon Saul Jom Tow Lipman Heller (1579-1654), rabbin des communautés juives de Vienne, Prague, et Cracovie de 1643 à 1654, et recteur à la Yechiva de 1648 à 1654.
- Isaac Landau Lewita, rabbin de 1754 à 1768
- Isaac Halewi, rabbin et rosh yeshiva de 1776 à 1799.

## Galerie

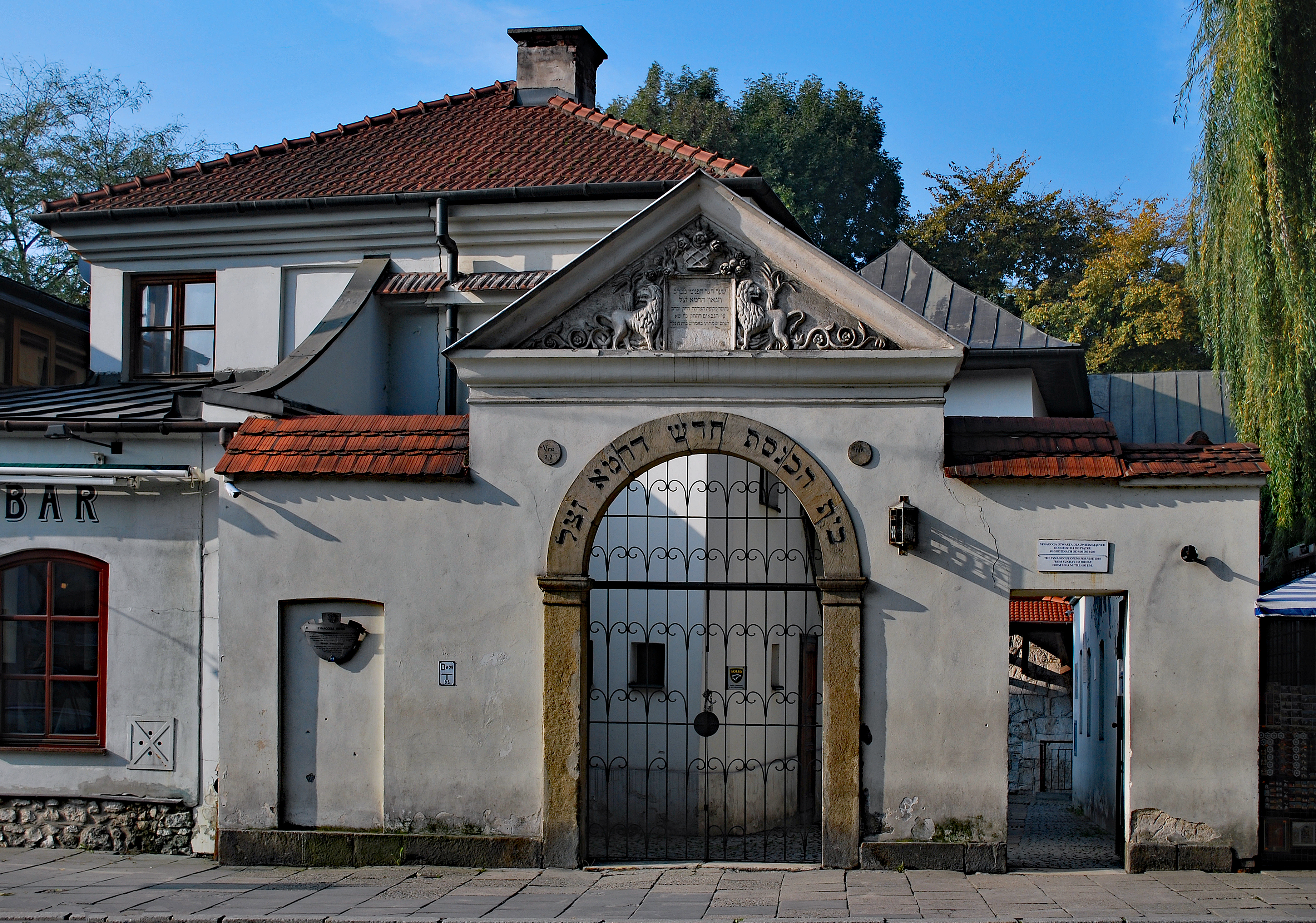
Entrée de la synagogue et du cimetière
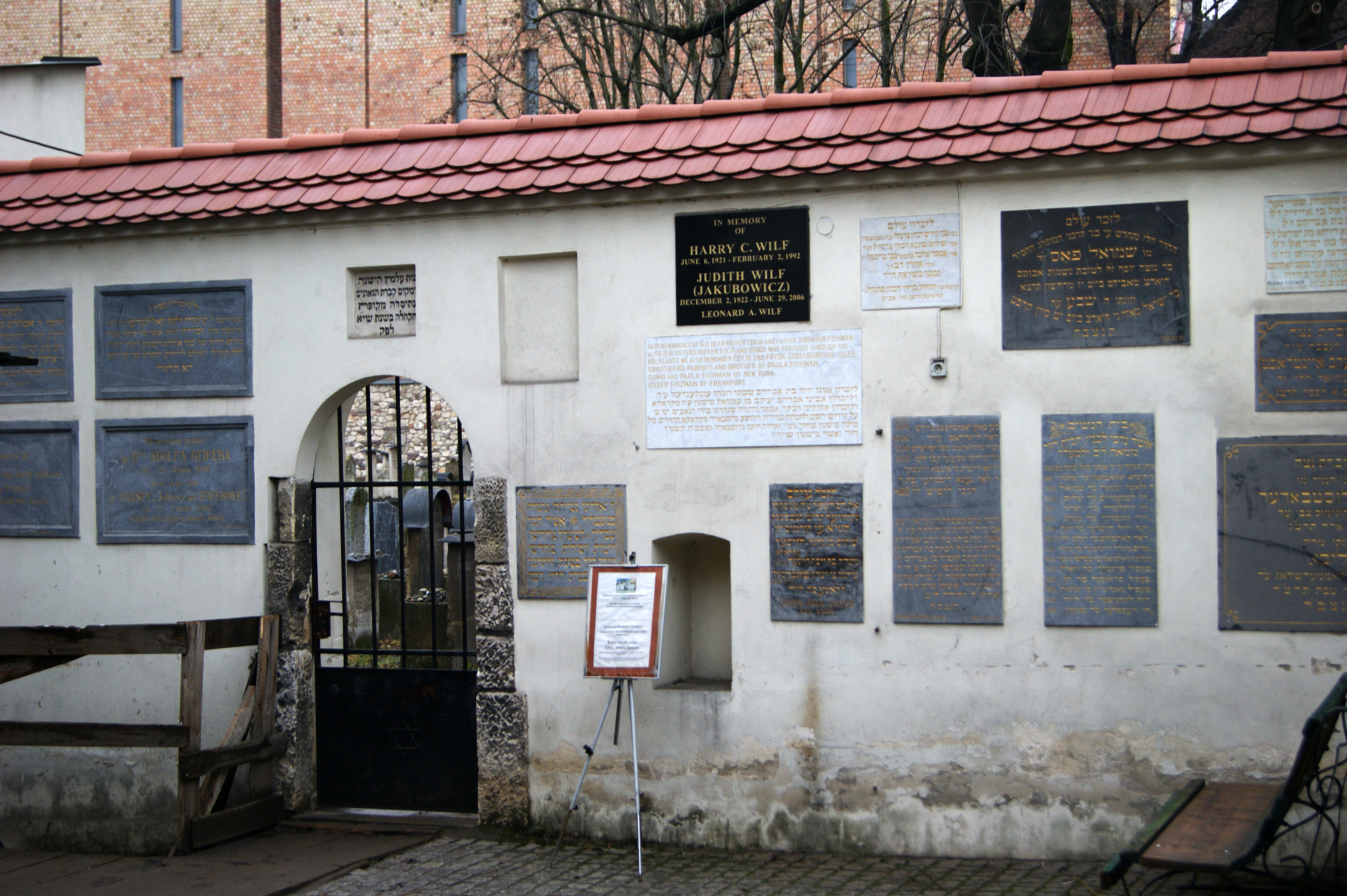
Plaques commémoratives et portail du cimetière
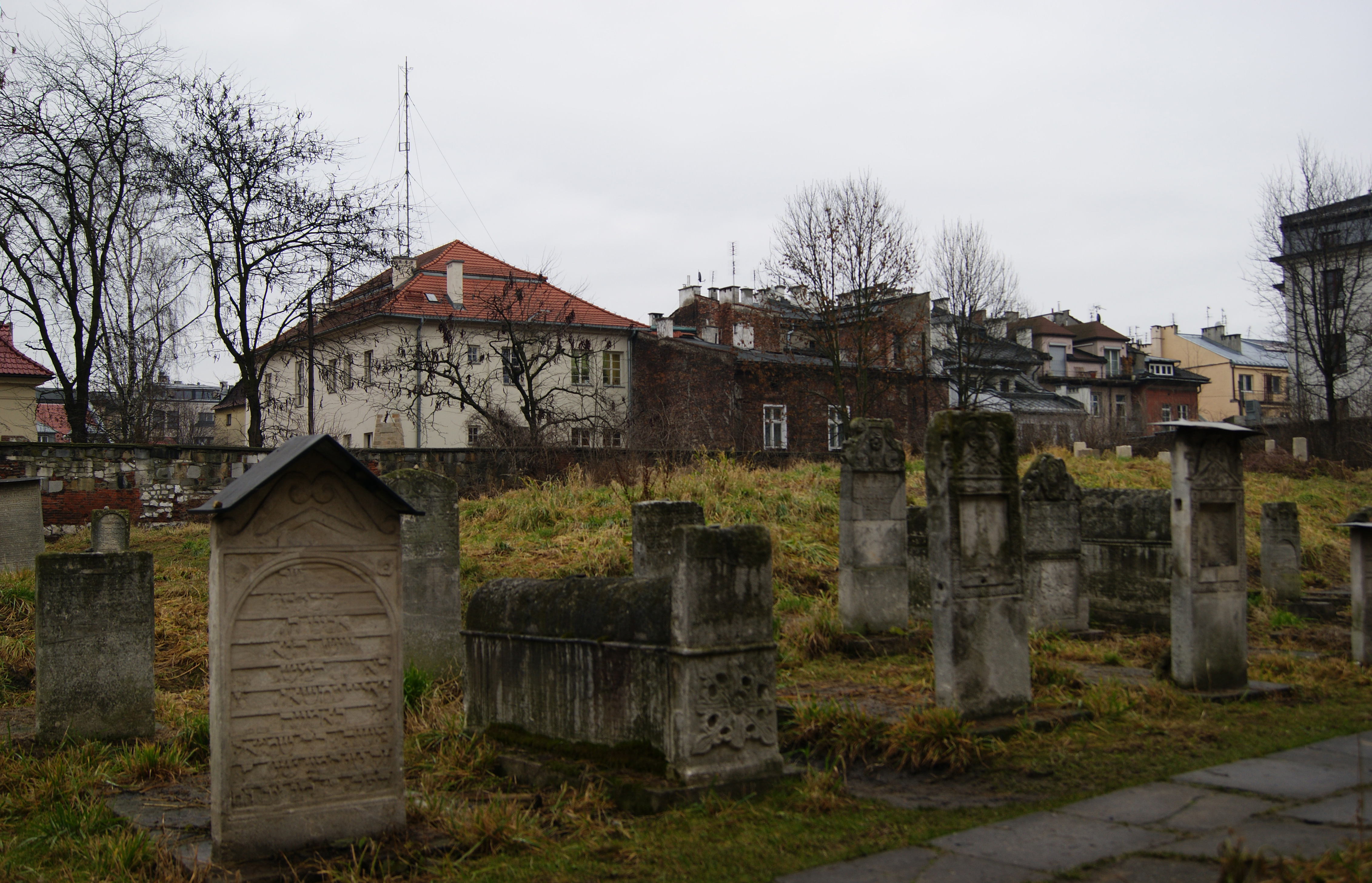
Partie sud du cimetière